# Đường tỉnh 713
Đường tỉnh 713 hay tỉnh lộ 713, viết tắt ĐT713 hay TL713, là đường tỉnh nối xã Trà Tân huyện Đức Linh, tỉnh Bình Thuận với thị trấn Đạ M'Ri, huyện Đạ Huoai, tỉnh Lâm Đồng
.

## Tuyến đường
Đường tỉnh 713 bắt đầu từ trung tâm xã Trà Tân huyện Đức Linh tỉnh Bình Thuận, nối với Đường tỉnh 766.
Đường đi hướng bắc, tới thị trấn Đạ M'Ri huyện Đạ Huoai tỉnh Lâm Đồng và nối vào quốc lộ 20 . 11°24′42″B 107°39′29″Đ / 11,411626°B 107,658006°Đ
Tại vùng giáp ranh tỉnh Bình Thuận với Lâm Đồng ĐT713 có Đèo Tà Pứa 11°17′30″B 107°38′54″Đ / 11,29167°B 107,64833°Đ và đi ngang qua Thác trượt Tà Pứa, là các điểm du lịch hấp dẫn của tỉnh Bình Thuận .